# Malian
Malian ist eine graubeerige, durch natürliche Mutation des Cabernet Sauvignon entstandene Weißweinsorte. Sie wurde 1977 in den Weinbergen des Weinguts Clegett Wines in Langhorne Creek auf der Fleurieu-Halbinsel in Südaustralien entdeckt. Val Clegett entdeckte bei der Handlese an einem Rebstock zwei graubeerige (häufig auch als bronzefarben beschrieben) Beeren. Ihr Schwager Malcolm Clegett pflanzte die Kerne und selektierte bis zum Jahr 1984 15 Setzlinge, die hellere Beeren produzierten.
Diese Sorte nannte er Malian. Der Name ist eine Kombination der Vornamen Malcolm und Ian, seinem früh verstorbenen Bruder und Ehemann von Val. Sie wurde in der Zwischenzeit vom Office International de la Vigne et du Vin anerkannt.
Aus einer späteren Selektion ging aus dem Malian die Sorte Shalistin hervor. Während Malian noch über Anthocyanine in der oberen Schicht der Beerenschale verfügt, sie aber in der unteren Schicht der Epidermis verloren hat, fehlen die Pigmente beim Shalistin völlig.
Siehe auch den Artikel Weinbau in Australien sowie die Liste von Rebsorten.

## Ampelographische Sortenmerkmale
In der Ampelographie wird der Habitus folgendermaßen beschrieben:
- Die Triebspitze ist offen. Sie ist starkwollig weißlich behaart und mit einem karminroten Anflug versehen. Die Jungblätter sind ebenfalls starkwollig behaart und die Blattoberfläche ist bereits leicht blasig. Der Blattrand der Jungblätter ist leicht rötlich eingefärbt
- Die mittelgroßen dunkelgrünen Blätter sind fünflappig und tief gebuchtet. Die Stielbucht ist V-förmig geschlossen. Das Blatt ist nur schwach gezähnt. Die Zähne sind im Vergleich der Rebsorten sehr weit angelegt. Die Blattoberfläche (auch Spreite genannt) ist blasig derb.
- Die meist konus- bis walzenförmige Traube ist meist geschultert, klein bis mittelgroß und dichtbeerig bis kompakt. Die rundlichen Beeren sind klein und von gräulicher bis bronzener Farbe. Die Schale der Beere ist ausgesprochen stark und fest.